# Шаван (Верхняя Сона)
Шава́н (фр. Chavanne) — коммуна во Франции, находится в регионе Франш-Конте. Департамент — Верхняя Сона. Входит в состав кантона Эрикур-Уэст. Округ коммуны — Люр.
Код INSEE коммуны — 70147.

## География
Коммуна расположена приблизительно в 350 км к юго-востоку от Парижа, в 60 км северо-восточнее Безансона, в 39 км к востоку от Везуля.

## Население
Население коммуны на 2010 год составляло 243 человека.
| 1962 | 1968 | 1975 | 1982 | 1990 | 1999 | 2010 |
| ---- | ---- | ---- | ---- | ---- | ---- | ---- |
| 169  | 177  | 175  | 176  | 191  | 202  | 243  |

## Экономика

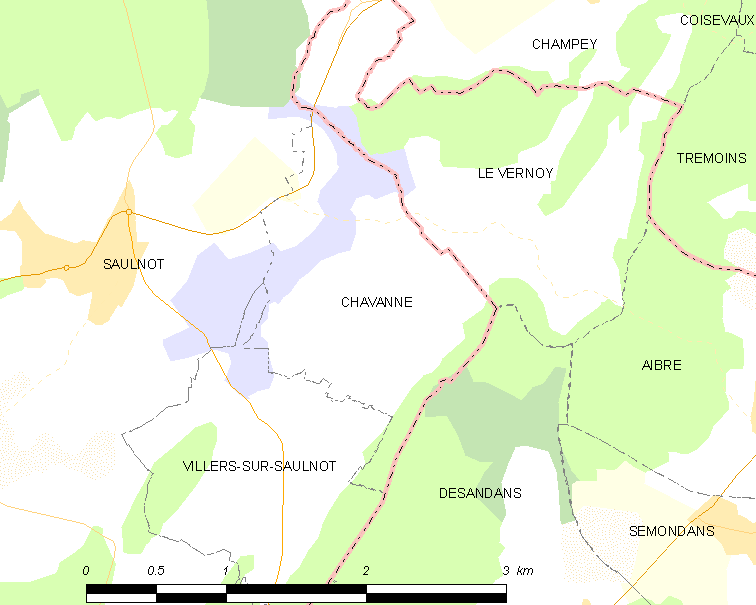
Карта коммуны

В 2010 году среди 160 человек трудоспособного возраста (15—64 лет) 120 были экономически активными, 40 — неактивными (показатель активности — 75,0 %, в 1999 году было 61,7 %). Из 120 активных жителей работали 107 человек (60 мужчин и 47 женщин), безработных было 13 (5 мужчин и 8 женщин). Среди 40 неактивных 15 человек были учениками или студентами, 13 — пенсионерами, 12 были неактивными по другим причинам.